# San Pellegrino (equipo ciclista)
El equipo San Pellegrino fue un equipo ciclista italiano, de ciclismo en ruta que compitió entre 1956 y 1963. Estaba dirigido por el exciclista Gino Bartali.

## Principales resultados
- Giro del Ticino: Alfredo Sabbadin (1957)
- Giro de Toscana: Alfredo Sabbadin (1957), Marino Fontana (1961)
- Tres Valles Varesinos: Giuseppe Fezzardi (1962)
- Giro del Trento: Enzo Moser (1962)
- Coppa Placci: Franco Cribiori (1962)
- Coppa Cicogna: Vincenzo Meco (1962)
- Coppa Bernocchi: Aldo Moser (1963)

### En las grandes vueltas
- Giro de Italia
  - 7 participaciones (1957, 1958, 1959, 1960, 1961, 1962, 1963)
  - 4 victorias de etapa:
    - 1 el 1957: Alfredo Sabbadin
    - 1 el 1960: Romeo Venturelli
    - 1 el 1962: Vincenzo Meco
    - 1 el 1963: Giorgio Zancanaro

  - 0 clasificación finales:
  - 0 clasificaciones secundarias:

- Tour de Francia
  - 0 participaciones

- Vuelta a España
  - 1 participación (1963)
  - 0 victorias de etapa: